# Патриотвилль
«Патрио́твилль» (англ. Taking Chances) — американская комедия 2009 года с Джастином Лонгом, Эммануэль Шрики и Робом Кордри в главных ролях.

## Сюжет
Чейз Ревир (Джастин Лонг) — ярый патриот США, считающий своим предназначением защитить место исторического сражения от строительства на нём очередного индейского казино. Местные жители и правительство яро желают заполучить игорное заведение, считая, что оно привлечёт туристов в их городок, находящийся на грани банкротства. Чейз и его новонайденная подруга Люси (Эммануэль Шрики) сделают всё, чтобы спасти ценную историческую достопримечательность. Вороватое местное правительство и недальновидные местные жители встанут на пути пары, но истинные патриоты всё же раскроют многосторонний заговор.

## В ролях
| Актёр             | Роль                       |
| ----------------- | -------------------------- |
| Джастин Лонг      | Чейз Ревир                 |
| Эммануэль Шрики   | Люси                       |
| Роб Кордри        | Кливленд Фишбэк мэр города |
| Кейр О’Доннелл    | Диггер Моррис              |
| Мисси Пайл        | Фэйф Фишбэк жена мэра      |
| Дэвид Дженсен     | Сэмюэл Мэни Буллс шеф      |
| Джимми Симпсон    | Чарли Карбонара            |
| Ник Офферман      | шериф Хок Холлендер        |
| Брайан Хау        | Стовер Барксдейл           |
| Фил Ривз          | Стэнтон Ревир отец Чейза   |
| Роберт Бельтран   | Джозеф «Спящий медведь»    |
| Кимберли Гуерреро | Мэри Борн Кикин            |